# 나탈리야 미시쿠툐노크
나탈리야 예브게니예브나 미시쿠툐노크(러시아어: Наталья Евгеньевна Мишкутёнок, 1970년 7월 14일 ~ )는 러시아의 전직 피겨 스케이팅 선수이고 현재 스케이트 코치이다.

## 생애
나탈리야 미시쿠툐노크는 1970년 7월 14일에 벨라루스 민스크에서 태어났다. 미시쿠툐노크는 1976년에 스케이트를 배우기 시작했으며 1986년부터 아르투르 드미트리예프와 협력했다. 미시쿠툐노크는 아르투르 드미트리예프와 함께 1992년 동계 올림픽에서 우승했고, 1994년 동계 올림픽에서 은메달을 획득했다. 또한 세계 선수권 대회에서 2연패했고(1991, 1992), 유럽 선수권 대회에서 2연패했다(1991, 1992).